# Adam W. Snyder

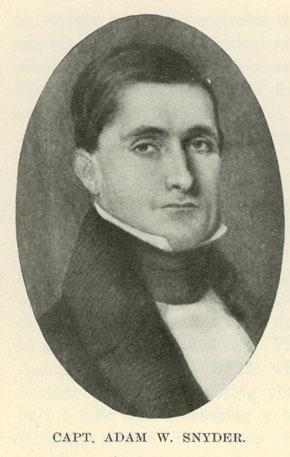
Adam W. Snyder

Adam Wilson Snyder (* 6. Oktober 1799 in Connellsville, Pennsylvania; † 14. Mai 1842 in Belleville, Illinois) war ein US-amerikanischer Politiker. Zwischen 1837 und 1839 vertrat er den Bundesstaat Illinois im US-Repräsentantenhaus.

## Werdegang
Adam Snyder besuchte die öffentlichen Schulen seiner Heimat. Im Jahr 1817 zog er nach Cahokia im Illinois-Territorium. Nach einem anschließenden Jurastudium und seiner 1820 erfolgten Zulassung als Rechtsanwalt begann er in seiner neuen Heimatstadt in diesem Beruf zu arbeiten. In den Jahren 1822 und 1823 war er auch Staatsanwalt im ersten Gerichtsbezirk des 1818 entstandenen neuen Bundesstaates Illinois. Ansonsten praktizierte er wieder als Rechtsanwalt. Außerdem war er in der Landwirtschaft tätig. Zwischen 1830 und 1834 saß er im Senat von Illinois. Während des Black-Hawk-Krieges im Jahr 1832 war Snyder Hauptmann der Staatsmiliz. Er blieb auch nach dem Krieg Mitglied der Miliz, in der er bis zum Oberst aufstieg. Im Jahr 1833 zog er nach Belleville. Politisch schloss er sich der Demokratischen Partei an. 1834 kandidierte er noch erfolglos für den Kongress.
Bei den Kongresswahlen des Jahres 1836 wurde Snyder dann aber im ersten Wahlbezirk von Illinois in das US-Repräsentantenhaus in Washington, D.C. gewählt, wo er am 4. März 1837 die Nachfolge von John Reynolds antrat. Da er im Jahr 1838 auf eine weitere Kandidatur verzichtete, konnte er bis zum 3. März 1839 nur eine Legislaturperiode im Kongress absolvieren. In den Jahren 1840 und 1841 war Snyder nochmals Mitglied des Senats von Illinois. 1842 wurde er von seiner Partei als Kandidat für die anstehende Gouverneurswahl in Illinois nominiert. Er starb aber noch vor dem Wahltermin am 14. Mai 1842 in Belleville.